# 索尔奈 (上索恩省)
索尔奈（法語：Sornay，法語發音：[sɔʁnɛ]）是法国上索恩省的一个市镇，属于沃苏勒区。

## 地理
索尔奈（47°16'42"N, 5°41'52"E）面积6.29 平方千米，位于法国勃艮第-弗朗什-孔泰大區上索恩省，该省份为法国东部内陆省份，北起顺时针与孚日省、贝尔福地区省、杜省、汝拉省、科多尔省和上马恩省接壤。
与索尔奈接壤的市镇（或旧市镇、城区）包括：拜村、帕涅、雅勒朗日、维特勒、于日耶、蒙塔涅。

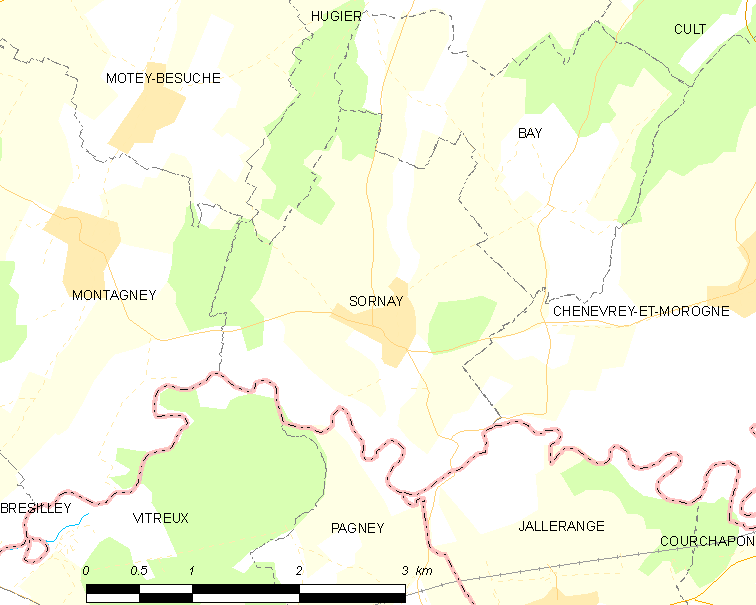
的OSM定位图

索尔奈的时区为UTC+01:00、UTC+02:00（夏令时）。

## 行政
索尔奈的邮政编码为70150，INSEE市镇编码为70494。

## 政治
索尔奈所属的省级选区为马尔奈县。

## 人口

1962-2008年间人口变化图示

索尔奈于2022年1月1日时的人口数量为354人。